# بالدوینشتاین
بالدوینشتاین (به آلمانی: Balduinstein) یک شهر در آلمان است که در Verbandsgemeinde Diez واقع شده‌است. بالدوینشتاین ۵۵۷ نفر جمعیت دارد.